# Witvleugeltrompetvogel
De witvleugeltrompetvogel (Psophia leucoptera) is een vogel uit de familie van de trompetvogels. Het is een voor uitsterven gevoelige vogelsoort in Zuid-Amerika.

## Kenmerken
De vogel is 45 tot 52 cm lang. Het is een forse, rechtopgaande vogelsoort. De vogel is overwegend zwart; alleen de vleugelpennen zijn glanzend wit. De snavel en de poten zijn bleekgeel. Het is een polyandrische soort.

## Verspreiding en leefgebied
Deze soort komt voor in Zuid-Amerika en telt twee ondersoorten:
- P. l. leucoptera: oostelijk Peru, noordoostelijk Bolivia en het westelijke deel van Centraal-Brazilië.
- P. l. ochroptera: noordoostelijk Brazilië.

Het leefgebied bestaat uit dicht, ongerept regenwoud, zo ver mogelijk verwijderd van menselijke nederzettingen.

## Status
De witvleugeltrompetvogel leeft in een bedreigd leefgebied en daardoor is de kans op uitsterven aanwezig. De grootte van de populatie is niet gekwantificeerd. Het leefgebied wordt aangetast door ontbossing waarbij natuurlijk bos wordt omgezet in gebied voor agrarisch gebruik zoals weilanden voor vee of de teelt van soja. Ondanks deze redenen staat deze soort als niet bedreigd op de Rode Lijst van de IUCN.